# دیز کریک (اورگن)
دیز کریک (به انگلیسی: Days Creek) یک منطقهٔ مسکونی در ایالات متحده آمریکا است که در اورگن واقع شده‌است. دیز کریک ۶٫۱ کیلومتر مربع مساحت و ۲۷۲ نفر جمعیت دارد و ۲۳۴٫۷ متر بالاتر از سطح دریا واقع شده‌است.